# Col Danseys
Le col Danseys, en anglais Danseys Pass, est un col de montagne situé à 935 mètres d'altitude, dans le district de Central Otago, dans l'Île du Sud, en Nouvelle-Zélande.